# بناف
بناف، روستایی از توابع بخش خشت و کمارج شهرستان کازرون در استان فارس ایران است.

## مردم
مردم این روستا اصالت لر کهگیلویه دارند و به زبان لری سخن می گویند.

## جمعیت
این روستا در دهستان کمارج قرار دارد و بر اساس سرشماری مرکز آمار ایران در سال ۱۳۸۵، جمعیت آن ۷۹۵ نفر (۱۷۹خانوار) بوده‌است.
در اصل قلعه‌ای به نام بنو (مستحکم) بوده است،